# Rigidoporus lineatus
Rigidoporus lineatus är en svampart som först beskrevs av Christiaan Hendrik Persoon, och fick sitt nu gällande namn av Leif Ryvarden 1972. Rigidoporus lineatus ingår i släktet Rigidoporus och familjen Meripilaceae.   Inga underarter finns listade i Catalogue of Life.